# أنتوني ليما (سياسي)
أنتوني ليما هو سياسي بريطاني، ولد في 17 يناير 1946 في جبل طارق في المملكة المتحدة. انتخب عمدة جبل طارق ‏ (1 أغسطس 2012 – 31 يوليو 2013).